# Grouville
Grouville is een gemeente in het zuidoosten van het eiland Jersey, een van de kanaaleilanden. Het landschap wordt gedomineerd door de Koninklijke baai van Grouville (Engels: "Royal Bay of Grouville"). De gemeente heeft een oppervlakte van 4,354 vergées of (7,8 km²).
Van de twaalf gemeenten van Jersey is dit de enige gemeente is die niet vernoemd is naar de heilige van de gemeentelijke kerk. De overige gemeenten van Jersey zijn allemaal vernoemd naar de kerkheilige. De kerkgemeente heeft dezelfde grenzen als de gemeentelijke bestuurseenheid, en de gemeentekerk is gewijd aan "Saint Martin de Grouville" om het te onderscheiden van de gemeente Saint Martin (vroeger genaamd 'Saint Martin le Vieux'); ook een gemeente op Jersey. De naam Grouville is mogelijk afkomstig van een klein dorpje bij St Gerou (ook bekend als Gervold of Geraldius). Gervold was een religieuze conflictoplosser in dienst van Karel de Grote in de negende eeuw. Een andere verklaring is dat de naam komt van 'Gros Villa' (Groot Huis) of van "Geirr", de naam van de leider van de Vikings, naar wie Jersey waarschijnlijk vernoemd is.
De Koninklijke baai van Grouville ontving de Koninklijke titel nadat Koningin Victoria er erg van onder de indruk raakte tijdens haar bezoek in 1846. Momenteel is de baai zeer populair bij toeristen vanwege het brede zandstrand en het ondiepe warme water. Het is ook de plaats waar de meeste oesters worden gekweekt op Jersey. Vroeger werd in de baai veel zeewier gewonnen, voor bemesting van het land. De plaatselijke bedrijvigheid, namelijk het branden van zeewier, is de oorzaak van de bijnaam van de inwoners les Enfuntchis (dat de rokers of de donkeren betekent in Jèrriais). De inwoners van hun buurgemeente St. Clement worden ook met deze bijnaam aangeduid.

## Bezienswaardigheden

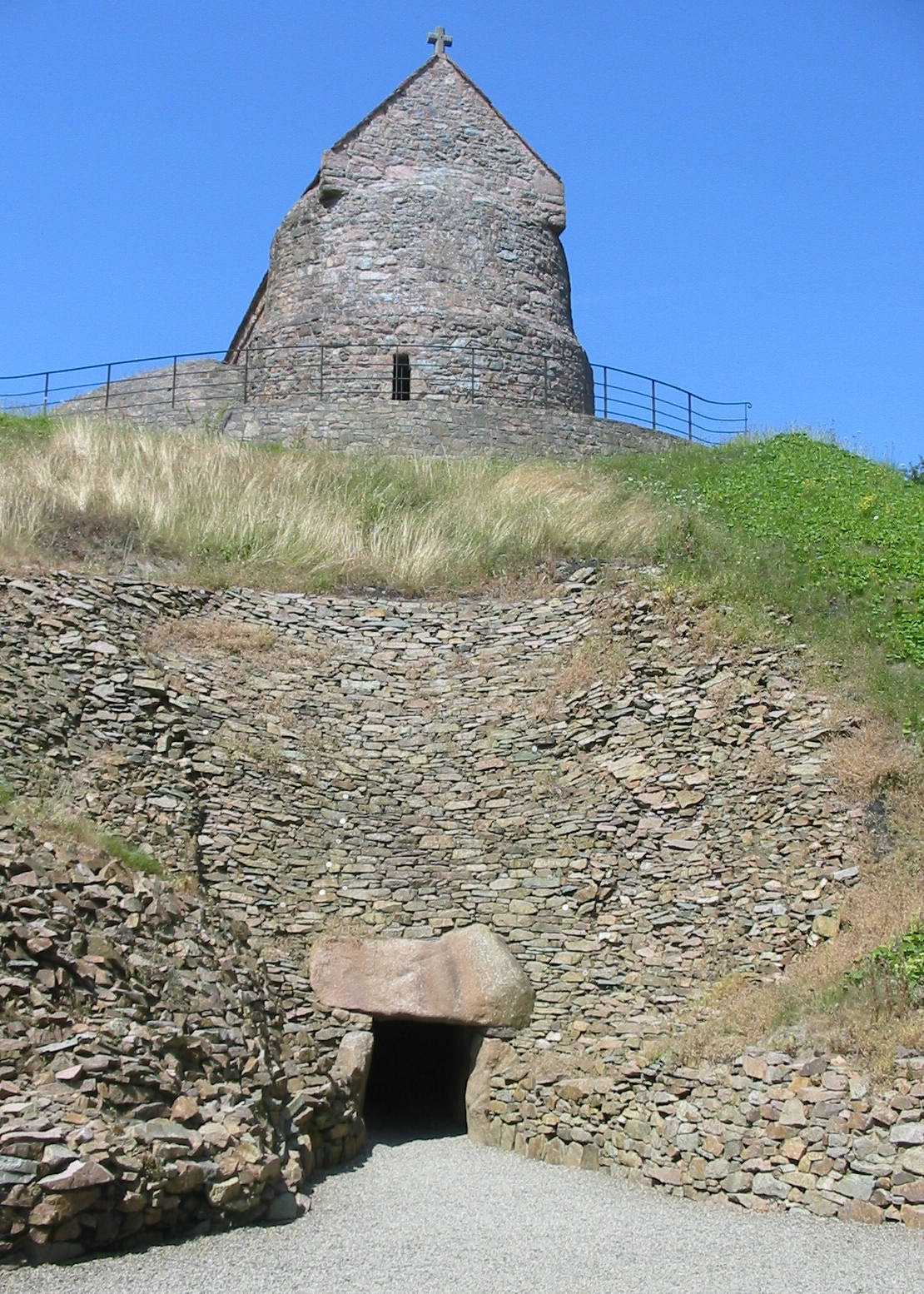
De gerestaureerde grafgang naar de tombe "La Hougue Bie". De kapel staat op de top van de heuvel

In Grouville ligt Gorey, een van de drie grootste havens van Jersey. (De andere twee zijn Saint Helier en Saint Aubin.)
In het binnenland van de gemeente is het meest bekende archeologische bouwwerk van Jersey te zien: La Hougue Bie. Dit is nu een museum dat beheerd wordt door de "Jersey Heritage Trust". Het is een prehistorische kunstmatige heuvel bedekt een grafgang die in lijn ligt met de zon tijdens de equinox. Op de neolithische heuvel is de middeleeuwse kapel Notre Dame de la Clarté gebouwd. Deze kapel werd in de 18de eeuw omgebouwd tot een wonderlijk Gotisch gebouw. Tijdens de Tweede Wereldoorlog bouwden de Duitse bezetters bunkers naast en in de heuvel. Deze bunkers worden nu gebruikt voor het museum.

## Buurtschappen of Vingtaines
Grouville is onderverdeel in de volgende vingtaines of buurtschappen:
- La Vingtaine des Marais
- La Vingtaine de la Rue
- La Vingtaine de Longueville
- La Vingtaine de la Rocque

De Minquiers (Jersey) zijn een onderdeel van Grouville.
Grouville bestaat uit één kiesdistrict en kiest één afgevaardigde in de Staten van Jersey.

## Demografie
| 4297                  | 4658 | 4702 | 4866 |
| Statistiek sinds 1991 |      |      |      |